# Пуково (Дедовичский район)
Пуково — деревня в Дедовичском районе Псковской области России. Входит в состав Дубишенской волости Дедовичского района.
Деревня расположена на северо-востоке района, в 8 км к северо-востоку от районного центра Дедовичи. Находится на реке Липня, на противоположном от деревни Липня левом берегу.

## Население
Численность населения деревни на 2000 год составляла 39 человек.

## История
До 3 июня 2010 года деревня была в составе ныне упразднённой Крутецкой волости Дедовичского района.